# Section Eight Productions
Section Eight Productions es un estudio de cine fundado en el año 2001 por el director de cine Steven Soderbergh y el actor de cine George Clooney. Ha producido grandes éxitos como Lejos del cielo, Insomnio, Syriana así como las películas dirigidas por Clooney: Confesiones de una mente peligrosa y Buenas noches, y buena suerte. Soderbergh, citando su deseo de centrarse en la dirección, y Clooney han planeado cerrar Section Eight a finales de 2006. En 2005, Syriana y Buenas noches, y buena suerte lograron entre las dos, ocho nominaciones a los Oscars de Hollywood.
- Datos: Q1152369